# Miroslav Nikolić
Miroslav Nikolić (in serbo Мирослав Николић?; Kragujevac, 7 gennaio 1956) è un allenatore di pallacanestro e dirigente sportivo serbo.

## Palmarès
- YUBA liga: 3

Partizan Belgrado: 1996-97
Budućnost: 1998-99, 1999-2000